# David Bek
Pour les articles homonymes, voir David Bek (Syunik) et Bek.
David Bek, Davit Bek, Dawit Bek ou Davith Beg (en arménien Դավիթ Բեկ ; mort entre 1726 et 1728 à Halidzor, peut-être le 21 septembre 1727) est un chef de guerre arménien qui réussit à créer au début du XVIIIe siècle un petit État arménien quasi indépendant en Artsakh et au Syunik, entre l’Iran et l’Empire ottoman. Il est l'une des figures principales du mouvement arménien de ce siècle.

## Biographie

### Luttes locales
David Bek, issu d’une famille noble de méliks de la région de Tatev en Siounie, apparaît dans l’histoire en 1714 en combattant les Lezguiens pour le compte du roi Vakhtang VI de Karthli, avec le statut de général. Après l’échec, à la suite de la défection de la Russie, de la prise d’armes des Caucasiens chrétiens organisée par ce roi à Gandja en juillet 1722, David Bek obtient son autorisation de regagner ses domaines avec 400 hommes. À cette époque en effet, les Arméniens du Zanguezour et du Karabagh doivent subir les agressions de leurs voisins, des khans turcomans et des seigneurs iraniens locaux, vassaux de l’Iran séfévide, du fait de leur engagement aux côtés du roi de Karthli.
David Bek constitue une petite armée en incorporant les troupes des seigneurs féodaux de la région, tel Mékhitar qui prend le titre de sparapet ; puis, après l’avoir brièvement emprisonné, il obtient également le ralliement de son beau-père, le mélik Pharsadan II de Kapan (1690-1725), et de ses fils, d’un certain Ter Avétis (ou Ter Avétik) de Halidzor, qui devient l’un de ses principaux lieutenants, ainsi que de Hovhannès, un chef de la province de Gougark. Il est également rejoint par le Yübashi mélik Avan III de Dizak (1716-1744) du Karabagh à la tête de 2 000 hommes.
Dans un premier temps, il bat et fait décapiter après les avoir fait abjurer un mélik renégat, Baghri (ex-David), et son fils Chah Qouli. Il se tourne ensuite contre Fath Ali Khan Javenshir, de la tribu des Otouz Iki, gouverneur de Pargachad dans la région d’Erevan ; ce dernier s'était opposé à deux méliks arméniens, Fragoul et Thoros. Après avoir corrompu le premier, il dépossède le second. En 1725, il remporte une première victoire sur Mékhitar avant d’être vaincu et tué par David lui-même en 1727. David Bek subit lui-même un revers dans son combat contre Aslamoz Qouli Khan, gouverneur de Nakhitchevan. Les seigneurs musulmans locaux du Karabagh et du Zanguezour sont néanmoins soumis.

### Lutte contre les Ottomans
En 1723, à la tête d'une armée de 400 hommes, David Bek met en déroute une tribu turque, les Karaçorlu, et établit son quartier général dans la citadelle de Shinuhayr. En réaction, une armée d'au moins 10 000 Turcs s'avance à sa rencontre au sud du lac Sevan pour venger des Karaçorlu. Dans une bataille au rapport de force d'un contre vingt, David Bek parvient à repousser ses ennemis. La réputation que lui donne cette victoire lui permet d'obtenir de nombreux ralliements, montant ses troupes à plus de 2 000 hommes. En avril 1723, David Bek remporte de nouvelles victoires contre les sultans de Kapan et de Barcouchat, et le khan de la montagne norie, ce qui lui permet d'obtenir de nouveaux ralliements. En juillet de l'année suivante, David Bek attaque la citadelle d'Orotn, qu'il parvient à prendre, et massacre la garnison ottomane. Les mois suivants sont rythmés par des batailles incessantes contre les Ottomans : les prises de Dachtoum, de Meghri, et des monts Qazancoul et Caspel. Après chaque conquête, il ordonne que le lieu soit fortifié pour se protéger d'une éventuelle contre-attaque de l'ennemi.
Toutefois, à la fin de l'année 1724, le sultan ottoman Ahmet III, qui voulait tirer parti du chaos dans lequel sombrait l’Iran des Séfévides depuis l’invasion des Afghans en 1722, décide de rompre l’accord de paix de 1639 et d’envahir l’est de la Transcaucasie. Ces décision fait déferler des milliers d'Ottomans vers la frontière est de l'empire, qui reprennent Erevan. David Bek conclut un accord tacite de non-agression avec les forces iraniennes et mène des actions de guérilla contre les nouveaux envahisseurs, parfois assisté d’un petit contingent iranien, de 1726. En mars 1727, les Ottomans décidant d'en finir avec David Bek, attaquent avec à un contingent de 70 000 hommes la forteresse d'Halidzor où ce dernier s'est retranché. De nouveau en forte infériorité numérique, il réussit à briser le siège en menant une sortie surprise et victorieuse avec seulement 300 hommes. Ce nouveau succès lui attire le soutien du chah d'Iran Tahmasp II, devenu son allié objectif contre le sultan ottoman dont les ambitions expansionnistes menacent son territoire. Meghr, qui avait été reconquise par les Ottomans, est attaquée par les Perses alliés à David Bek, qui reprennent la ville, puis celle d'Ourdovar. 
Mais malgré ces victoires, les Perses se replient rapidement, estimant que la menace turque a été repoussée loin de leur frontière. Les troupes de David Bek, fatiguées et démotivées, se dispersent tandis que les villes libérées par ce dernier commencent à envisager de profiter de cette position de force pour négocier la paix avec le sultan ottoman, quitte à se soumettre de nouveau à son autorité. David Bek meurt à Halidzor, a priori de maladie le 21 septembre 1727 selon Marie-Félicité Brosset ; l’hypothèse d’un empoisonnement n’est toutefois pas écartée.

## Succession
Après la mort de David Bek, ses officiers lui donnent comme successeur Mékhitar le sparapet. Toutefois la discorde naît rapidement entre ses lieutenants.
Les Ottomans mettent à profit cette situation pour assiéger la place forte de Halidzor. Une partie des troupes arméniennes avec Ter Avétis décident de négocier une reddition pendant que Mékhitar réussit à s’enfuir par les remparts. En 1730, une fois les portes de la citadelle ouvertes, les hommes du pacha turc pénètrent à l’intérieur, massacrent les combattants et capturent les femmes et les enfants pour les réduire en esclavage. Ter Avétis reçoit l’autorisation de s’exiler avec sa famille à Jérusalem et obtient le pardon du patriarche arménien local avant de mourir à Rome en 1742.
Mékhitar tente de son côté de se venger des Ottomans et massacre les gens d'Ordubad. Peu après, il est tué d’un coup de fusil par ses propres hommes dans son camp. Ses meurtriers lui coupent la tête et l’envoient au pacha de Tabriz, qui s’étonne de la traîtrise des Arméniens envers un si valeureux adversaire (1730). Ce meurtre sonne le glas définitif de la fragile construction politique mise en place par David Bek.

## Notoriété posthume
David Bek devient rapidement un héros national et un personnage d’épopée. Sa geste est composée à Venise, chez les pères mékhitaristes, à la demande de l’un de ses compagnons de combat, le vartaped Stéphannos, fils de Vardan Chahounian. Le texte est édité dès le début du XIXe siècle puis traduit en français et annoté par Marie-Félicité Brosset.
L’écrivain arménien Raffi fait de David Bek en 1882 le héros d’un roman historique homonyme qui sert d’argument en 1950 à un opéra du compositeur arménien Armen Tigranian (1879-1950). 
Le cinéma patriotique de l’Arménie soviétique n'est pas en reste et consacre à son épopée deux films, l’un de Hamo Beknazarian en 1944, et l’autre d'Edmond Keossaian en 1978. Ce dernier est connu sous le titre international de Star of Hope (en russe Zvezda nadezhdy, en arménien Mkhitar sparapet).
Le personnage fait toujours particulièrement référence dans le cadre du conflit du Haut-Karabagh.

### Articles liés
- Mélikats du Karabagh
- Khanat du Karabagh